# Poreč
Poreč (italsky Parenzo, německy Parentium) je chorvatské město na západním pobřeží Istrie, 68 km západně od Rijeky a 50 km jižně od Terstu. V roce 2021 v městské oblasti Poreč žilo 16 607 obyvatel, v samotném městě 8 841 obyvatel. Zdejší Eufráziova bazilika je od roku 1997 zapsána v seznamu světového dědictví UNESCO. Město je staré téměř 2000 let a rozkládá se okolo přístavu a severovýchodně od ostrova Sveti Nikola. 
Od 70. let 20. století patří mezi nejnavštěvovanější turistická místa v zemi a turistický ruch dominuje městské ekonomice.

## Historie

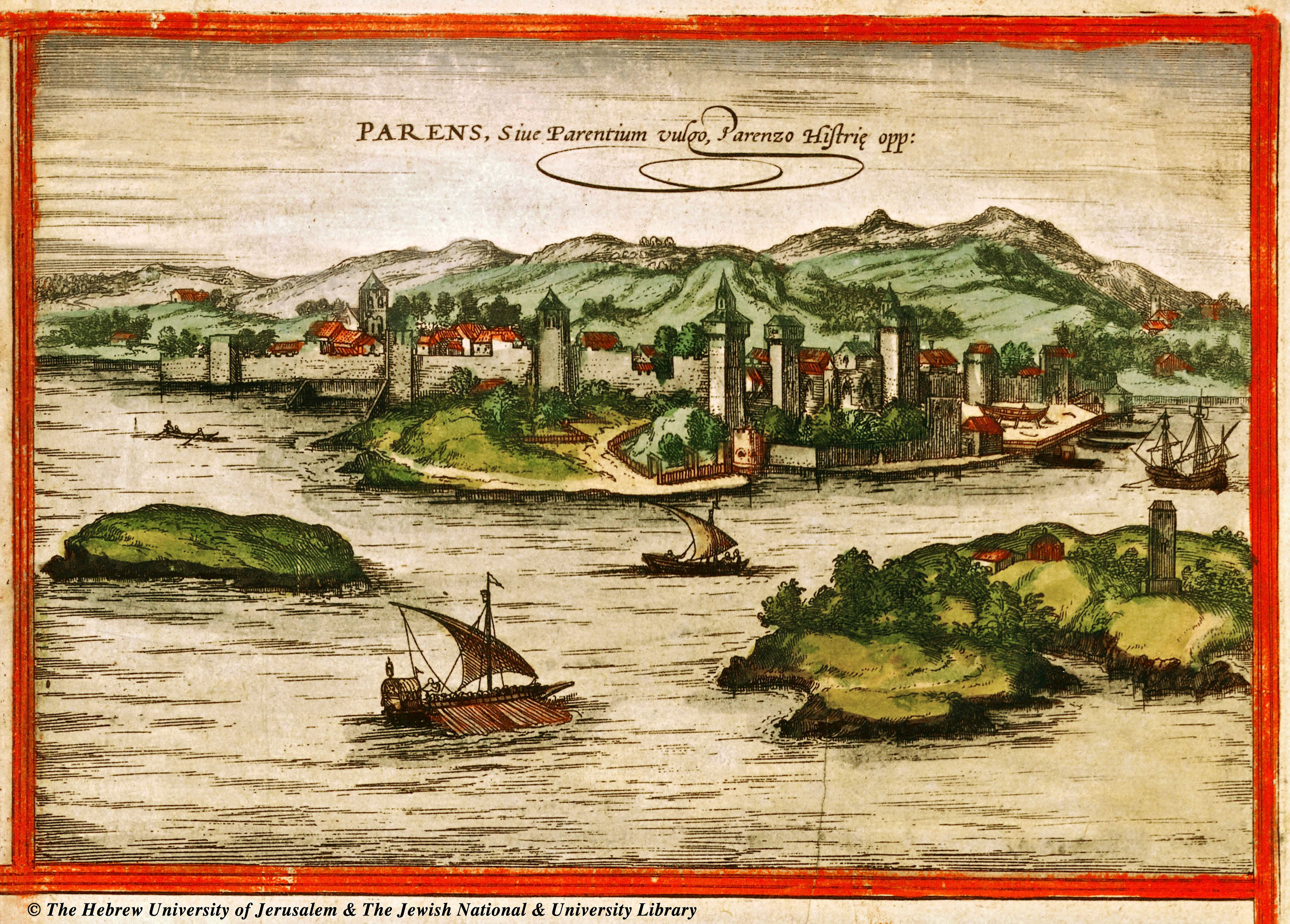
Poreč v roce 1557

Místo bylo osídleno již v pravěku. V době bronzové vznikla na vrcholu Malého sv. Anděla budova s kruhovým půdorysem, která sloužila rituálním účelům.
Během 1. století př. n. l. byl Římany za vlády císaře Tiberia na malém poloostrově postaven vojenský tábor castrum s přibližnými rozměry 400×200 m. Půdorys starého města připomíná tento tábor dodnes, i když z původní sítě ulic s pravými úhly se nedochovaly všechny. Za vlády císaře Augusta se v 1. století stal tábor oficiálně městem a také součástí římské kolonie Colonia Iulia Parentium. Městem procházela i hlavní římská silnice na istrijském poloostrově. Rozvoj sídla byl možný také díky přirozenému a dobře chráněnému přístavu, který se nacházel na jižní straně výběžku, na kterém historické město leží. Přiléhal přímo k římskému fóru a nacházel se poblíž dnešní budovy hlavní pošty.
Ve 3. století se zde připomíná křesťanská komunita. O její rozvoj se zasloužil mučedník Maur, který zde pomohl víru šířit. Nejstarší bazilika svatého Maura byla postavena ve 2. polovině 4. století a uchovávala i světcovy relikvie. Mozaiky z podlahy této baziliky se dosud dochovaly v zahradě Eufraziovy baziliky a patří k unikátním svého druhu. Po pádu Římské říše v roce 476 se město dostalo pod nadvládu Ostrogótů, v roce 539 se stalo součástí Byzantské říše, roku 788 Franské říše. Krátkou dobu bylo město samostatné, později ho vlastnil patriarcha z Aquileje. Existovalo zde rovněž i biskupství. Bylo jedním z nejstarších na poloostrově. Původní bazilika byla z rozhodnutí tehdejšího biskupa (již zmíněného Eufrasia) přestavěna a rozšířena. Inspirována byla obdobnou stavbou v Ravenně.
Na přelomu 6. a 7. století došlo k prvním ničivým vpádům slovanských kmenů, které vpadly na území Poreče, plenily ho a obléhaly, aniž by ho však dokázaly dobýt. Následně se stáhli do méně hostinného vnitrozemí. K těmto ztrátám a drancování se přidaly opakované morové epidemie, které dohromady vedly k výraznému vylidnění území, takže o několik let později začalo osídlování, tentokrát mírové, jednotlivých slovanských skupin na venkově. Podle některých zdrojů se první osídlení Chorvatů datuje kolem roku 620.
V roce 1267 Poreč stalo prvním istrijským městem, které se rozhodlo stát součástí Benátské republiky, ve které pak setrvalo více než pět století. Porečané žádali o ochranu před hrozbami, které se šířily z dalšího významného přístavního města, dnes slovinského Koperu. V témže roce po přistoupení k Benátkám město také získalo svůj statut. Město také mělo vlastní zastupitelstvo, které tvořili většinou příslušníci místních vlivných rodů nebo šlechtici. V tomto období bylo vystavěno několik paláců a křesťanských staveb v benátském stylu. Brzy se stala Poreč nejvýznamnějším benátským přístavem na Istrii. V té době zde žilo zhruba okolo dvou tisíc lidí.
Roku 1354 město zničili při plenění Janované. Ukradeny byly i četné relikvie a vypáleny budovy (některé se vrátily až v roce 1936). Po zániku Benátské republiky se v roce 1797 stalo součástí Habsburské monarchie. Opětovně se Janované pokusili město vyloupit i v roce 1380, nicméně neúspěšně. Zhruba v této době vzniklo také porečské městské opevnění, které zahrnovalo řadu obranných věží. Skončilo nicméně období hospodářského rozkvětu a až do 15. století nastoupil pro Poreč (ale i další města na jaderském pobřeží Istrie) úpadek. Vylidnily se i okolní vesnice, pád však nebyl tak vážný, že by město bylo zcela opuštěné. Situaci na počátku 16. století nicméně zhoršila válka a epidemie moru, která město zasáhla roku 1527. Další pohromy, které pustošily Poreč, byly nájezdy pirátů z moře nebo různých uskoků z vnitrozemí. V dobách, kdy se situace zlepšovala Poreč a její okolí dosidlovali kolonisté. V závěru století šestnáctého to byli dokonce i Albánci, kteří založili několik vesnic okolo Poreče.

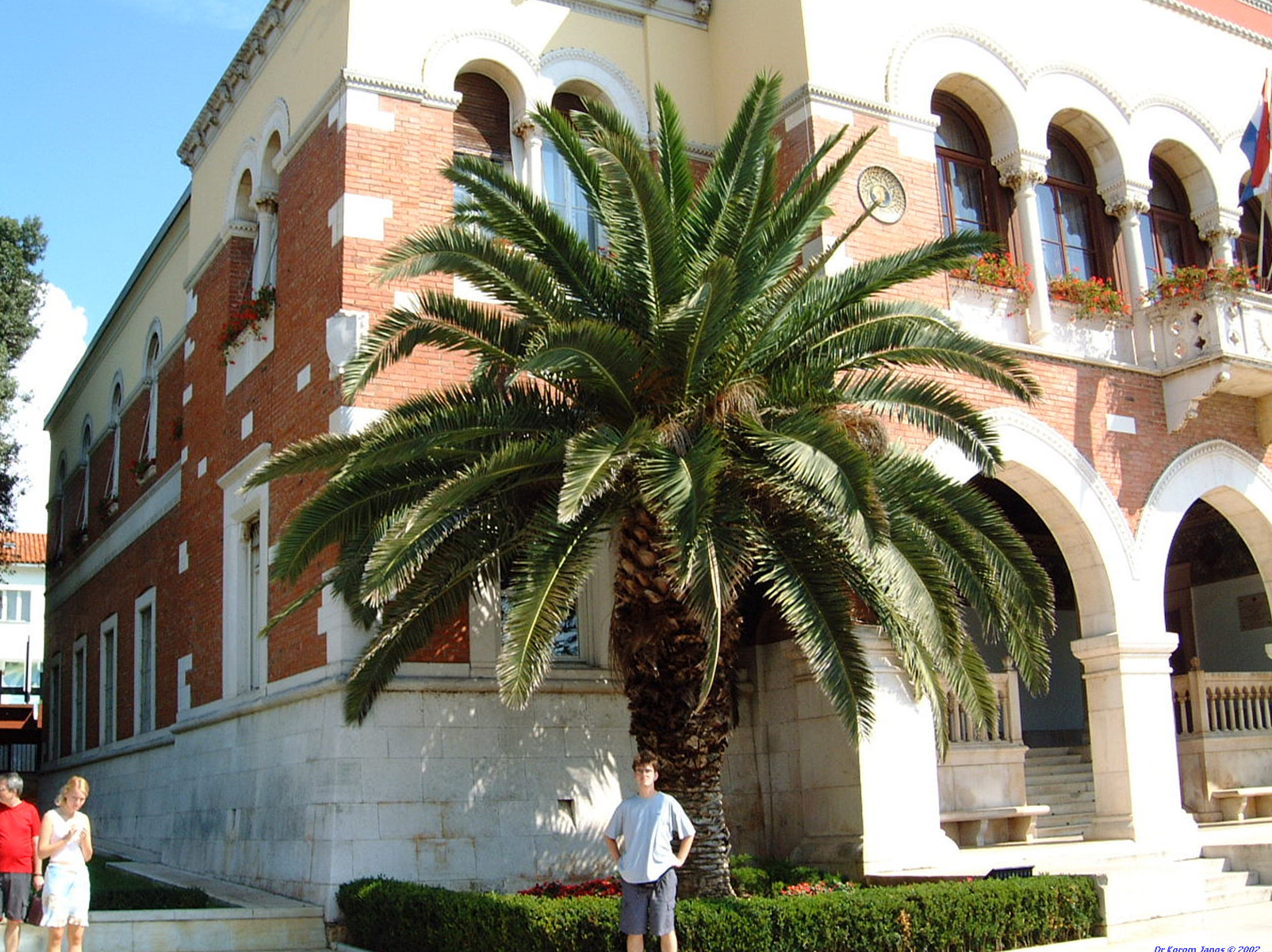
Palma v Poreči.

V polovině 17. století zasáhla Poreč opět epidemie moru, a to tak silně, že místní obyvatelstvo téměř vymřelo. Přežilo jen několik desítek obyvatel. Nejtěžší byla situace v 20. a 30. letech; podle dobových zpráv žilo v Poreči v této době okolo sta lidí. Až do 70. let 17. století se potom do okolí Poreče dostěhovávali kolonisté, kteří nahradili mrtvé. Přišli lidé z Dalmácie, ale i z Kréty.
V letech 1805–1814 byla Poreč součástí Napoleonova Italského království, pak Ilyrských provincií v rámci Prvního Francouzské císařství a nakonec bylo začleněno do Rakouského císařství. V roce 1844 bylo paroplavbou spojeno s Terstem. 
Poreč se roku 1861 stala hlavním městem Istrie a sídlem regionálního parlamentu. Pomalu se stávalo turistickým letoviskem rakouské aristokracie. V letech 1902–1935 byla mezi Porečí a Terstem v provozu úzkorozchodná železnice nazývaná italsky Parenzana nebo německy Parenzaner Bahn. V závěru 19. století se objevuje na mapách třetího vojenského mapování, patrné je historické centrum a souvislá zástavba až k budově dnešního kostela Panny Marie a andělů (chorvatsky Crkva Gospe od anđela).
V roce 1918 bylo město anektováno Italským královstvím. Za 2. světové války byla Poreč po kapitulaci Itálie v roce 1943 obsazena Němci a o rok později byla 34 krát bombardována Spojenci přičemž bylo zničeno několik historických budov a původní klášter. Spojenci Poreč bombardovali několikrát.
Roku 1947 se stalo součástí Chorvatska, resp. Jugoslávie. Italské obyvatelstvo následně město opustilo a bylo nahrazeno obyvatelstvem slovanským z různých částí tehdejší Jugoslávie. Jugoslávský stát rozvíjel ve městě turistiku a také průmysl. Byla zde postavena továrna na rybí konzervy. Počet obyvatel zpočátku klesl pod tři tisíce a později vlivem urbanizace se opět navyšoval až do roku 1991, kdy se přiblížil k současné podobě.
V souvislosti se vstupem Chorvatska do Schengenského prostoru k 1. lednu 2023 byla uzavřena celnice na místním přístavu.

## Obyvatelstvo
Podle sčítání lidu v roce 2011 ve městě žilo 74,8 % Chorvatů, 3,4 % Srbů, 3,2 % Italů a 2,7 % Albánců. Asi 15 % obyvatel běžně hovoří italsky.

## Ekonomika

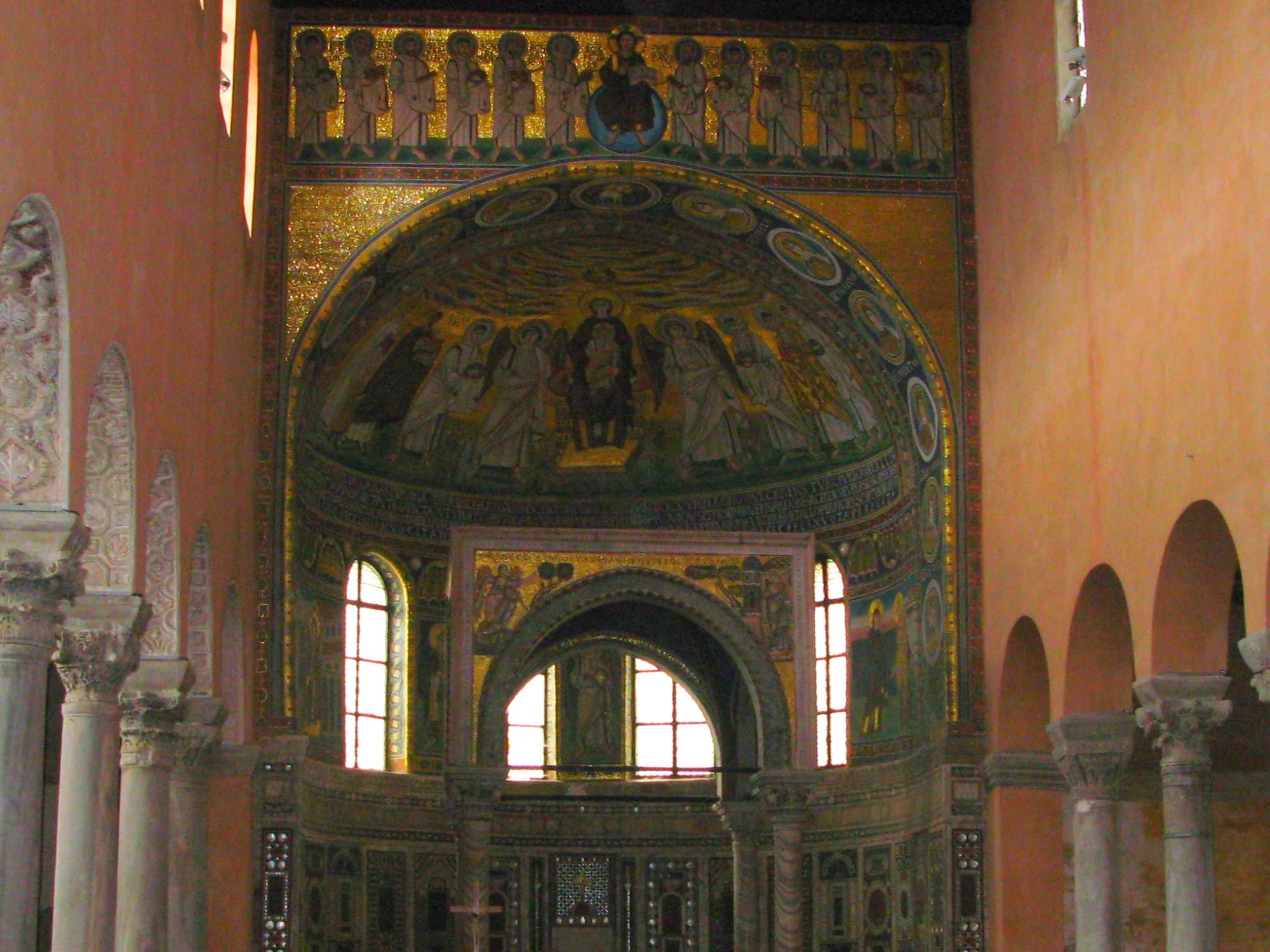
Interiér místní baziliky.

Jedná se o typické istrijské městečko ležící na poloostrově. K Poreči patří i blízký ostrov Svatého Nikoly. 
Okolí města je obklopeno hotelovými komplexy. Činnost obyvatelstva byla vždy tradičně spojena se zemí a mořem. Jediným důležitým odvětvím průmyslu, kterému se zde podařilo uchytit, je potravinářský průmysl. Od roku 1994 je Poreč plně integrována s Evropou, roste význam obchodního, finančního a komunikačního sektoru. Hlavním zdrojem příjmů je cestovní ruch. Ceny nemovitostí jsou vzhledem k pozoruhodné poloze města velmi vysoké.

## Doprava
Hlavními dopravními trasami jsou silnice. Poreč má dobré spojení se zbytkem Istrie a se všemi velkými městy, jako je Terst, Rijeka, Lublaň a Záhřeb. Nejbližší letiště se nachází v Pule. Nejbližší železniční spojení je v Pazinu. Dříve nicméně Poreč měla vlastní železnici, již zmíněnou úzkorozchodnou železnici Parenzana.
Z Poreče existuje lodní spojení se sousedními přístavy i s přístavy v Itálii (např. Benátky).

## Turistika

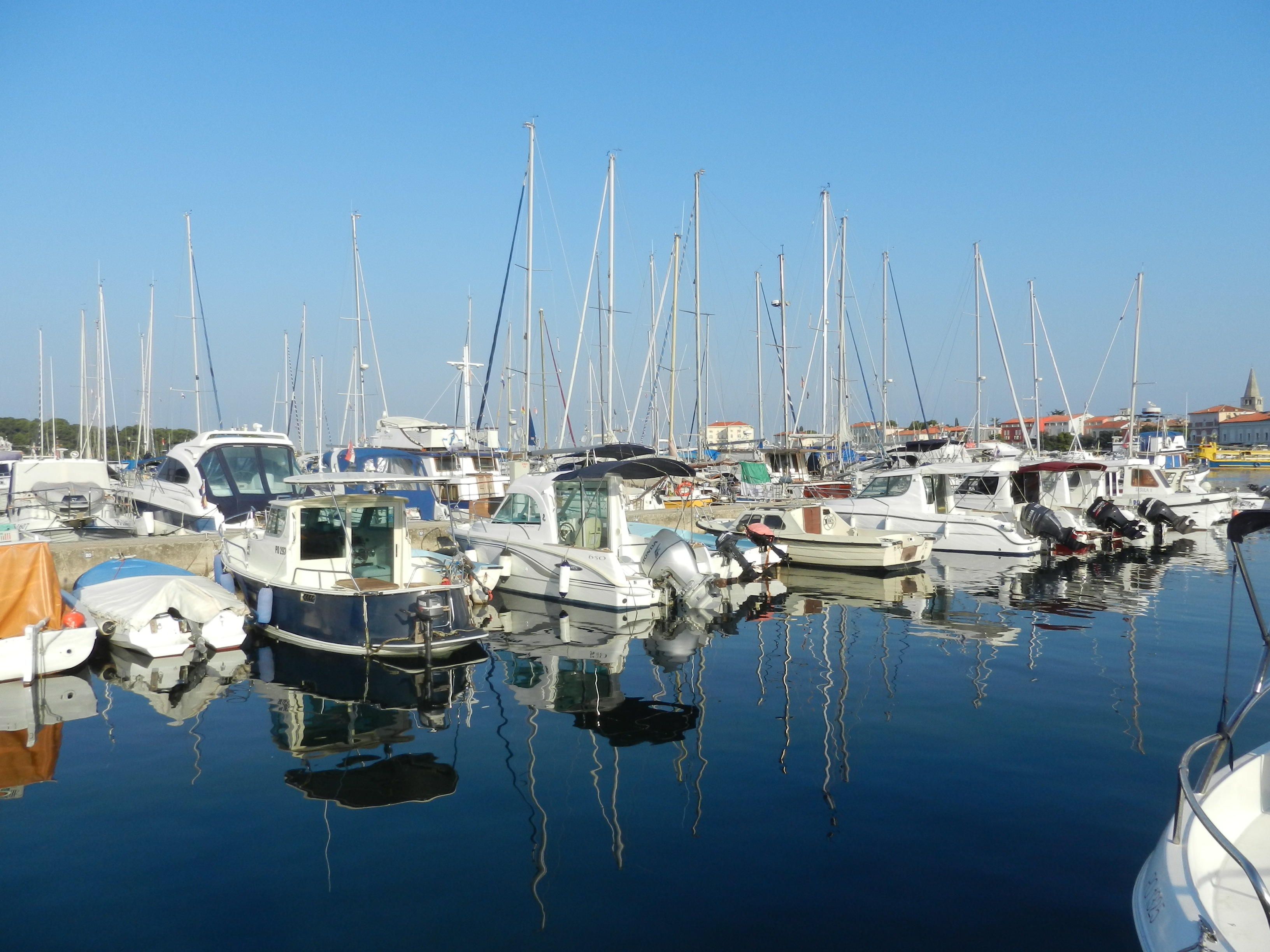
Lodě v místní marině.

Již v roce 1845 byl vytištěn první turistický průvodce popisující město. Roku 1910 byl postaven první hotel Riviera. V současnosti jsou hotelové komplexy roztroušeny po pobřeží v délce 37 km. V letní sezóně ve městě a jeho okolí pobývá až 120 000 lidí. Mimo sezónu jezdí na víkendové pobyty turisté především z Chorvatska, Slovinska, Rakouska a Itálie.
Město je oblíbeným turistickým střediskem s bohatou historií. Jsou zde zbytky antických chrámů, domy a paláce ovlivněné benátskou gotikou i dalšími stavebními slohy. Ulice ve středu města odpovídají ulice římského castra. Na západním okraji Poreče se nacházelo římské forum a neptunův chrám, jejich pozůstatky jsou dodnes dochovány.
Původně gotický františkánský kostel (Istarska sabornica) v centru města byl přebudován později v duchu barokní architektury. 
Nejvýznamnější památkou je Eufráziova bazilika z 6. století kdy město patřilo k Byzantské říši. Byla pojmenována po svém zakladateli biskupu Eufráziu (491–515). Legendy praví, že zde byl biskupem Svatý Maur (je zřejmě považován i za patrona města). 
Další významnou památkou je dům Sinčićů, kde se nachází regionální muzeum a obraz „Poslední večeře Páně“ od místního autora.